# Cheval au Zimbabwe

Le cheval (shona : bhiza) est tardivement introduit  au Zimbabwe par des colons européens. Le sport hippique, introduit par les Anglais, est devenu un élément de ségrégation raciale, puis l'un des sports et divertissements les plus populaires dans ce pays après l'indépendance du Zimbabwe, malgré la longue interdiction qui fut imposée aux Africains concernant les paris sur les courses de chevaux.
Le Zimbabwe est un foyer de nombreuses maladies et parasitoses équines, dont la peste équine, induisant une très forte mortalité chevaline en l'absence d'une vaccination.

## Histoire

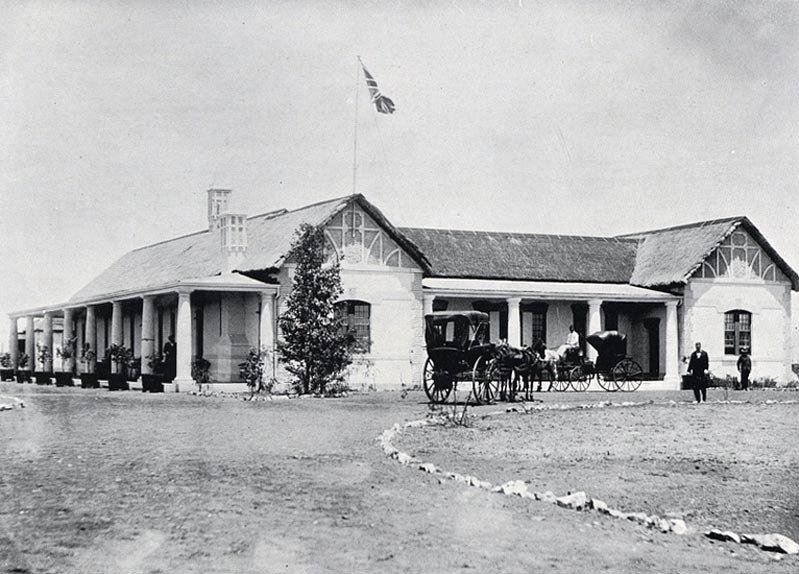
Maison du gouvernement colonial britannique à Bulawayo, 1899.

Le cheval ne fait pas partie de l'histoire du Zimbabwe. Les premiers chevaux importés dans le sud de l'Afrique le sont depuis Le Cap au XVIIe siècle. Les colons anglais importent ensuite des chevaux en Rhodésie au début du XXe siècle, ainsi que leurs pratiques telles que le polo et le sport hippique : elles font partie intégrante du style de vie colonial. Le sport hippique devient peu à peu un élément de ségrégation raciale dans la colonie de Rhodésie du Sud, de même que d'autres sports pratiqués par les colons blancs.
En 1908, les missionnaires envoyés au département médical de Rhodésie demandent un cheval au gouvernement colonial, pour assurer leur mission de service public. Ils reçoivent un animal, destiné à permettre les visites chez les patients (uniquement des européens blancs) qui ne peuvent se déplacer jusqu'à la mission. Ce cheval meurt de la peste équine en avril 1913, et n'est pas remplacé.

### Réglementations du sport hippique
Un premier texte de loi en 1914 tente de réglementer les paris sur les courses hippiques afin qu'ils ne deviennent pas un problème en Rhodésie du Sud : les bookmakers ne doivent pas faire de publicité et ne peuvent pas accepter un pari d'un mineur ni d'un Africain. Seul un Turf Club peut obtenir une licence. La taxe proposée sur le chiffre d'affaires est supposée être utilisée pour améliorer le stock de chevaux du pays, ce qui se révélera faux dans les faits. Le projet de loi ne suscite pas d'opposition et, après quelques amendements mineurs, il est adopté sous la forme d'une ordonnance sur le contrôle des paris.
En 1938, sous l'influence du durcissement de la loi relative aux courses de chevaux en Afrique du Sud, le gouvernement de Rhodésie du Sud introduit une nouvelle législation sur le contrôle des paris et des totalisateurs (Betting and Totalisator Control Act), qui introduit l'octroi de licences aux bookmakers actifs sur les courses de chevaux, y compris le trot, désormais taxées.
L'interdiction « paternaliste » imposée aux Africains sur les paris des courses de chevaux entraîne le développement local des courses de lévriers, sur lesquelles cette interdiction de parier ne s'applique pas. Après l'indépendance du Zimbabwe, la loi modificative sur le contrôle des paris et des totalisateurs (n° 17 de 1990) met les courses de lévriers sur un pied d'égalité avec les courses de chevaux et les courses automobiles.

## Pratiques et usages

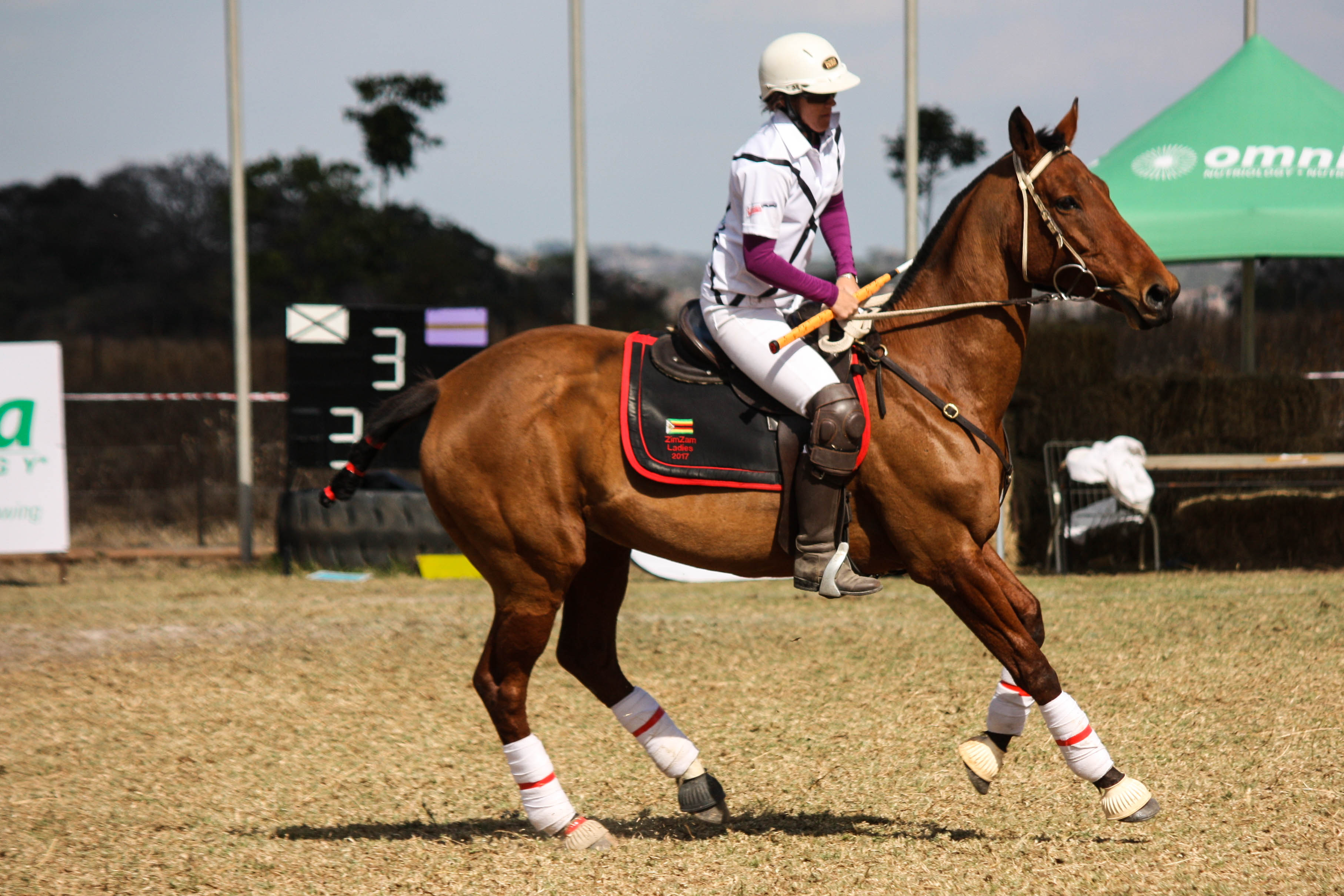
Partie de polocrosse au Zimbabwe en 2017.

La pratique de la chasse à dos de cheval a été abandonnée, alors que celles du dressage et du saut d'obstacles se sont développées. Le Zimbabwe organise ainsi de nombreuses compétitions de sports équestres.
Le cheval, en particulier le Pur-sang, sert de marqueur identitaire pour les femmes blanches propriétaires de terres.

### Sport hippique
Le sport hippique est l'un des sports et des spectacles les plus populaires au Zimbabwe. Cela représente une relative exception à l'échelle du continent africain, les courses de chevaux n'étant un sport populaire que dans une partie de l'Afrique australe.
Il s'agit essentiellement de courses de galop, les courses de trot ayant été abandonnées faute de popularité. La saison des courses s'étend généralement de mai à juillet. Les deux principaux hippodromes du pays sont celui d'Ascot à Bulawayo et celui de Borrowdale Park à Harare.
Ce dernier reçoit des spectateurs généralement en majorité blancs ou coloured. En 2014, le premier jour de la saison de courses a vu s'affronter 91 chevaux répartis sur 7 courses. L'année suivante, l'ouverture des courses propose de nouveau 7 épreuves, avec 76 chevaux sélectionnés.
La popularité du sport hippique doit beaucoup à la pratique des paris, avec une offre pléthorique, y compris en ligne,.

### Tourisme équestre
Le Zimbabwe propose aussi des safaris montés à cheval, généralement pour des cavaliers confirmés. Les plus connus sont organisés au départ des chutes Victoria, le long du Zambèze, et au départ de Chimanimani,. Il en existe aussi dans le parc animalier de Mukuvisi. Ces safaris s'effectuent avec un guide local qui commente pendant le voyage.

## Élevage

### Races élevées
La base de données DAD-IS ne recense aucune race de chevaux particulière élevée au Zimbabwe. Cependant, le Pur-sang est élevé localement. Le Zimbabwe Herd Book (ZHB), créé en 1981, répertorie en effet toutes les races d'animaux domestiques du pays, à l'exception du Pur-sang.

### Maladies et parasitisme
Comme dans d'autres pays africains, les chevaux du Zimbabwe, notamment les Pur-sang, peuvent être parasités au niveau des intestins par Gastrodiscus aegyptiacus. L'examen de chevaux âgés de 15 à 22 ans, provenant du highveld du Zimbabwe en avril-mai 1988, a permis de découvrir 10 espèces d'helminthes parasites : Habronema muscae, Cyathostomum coronatum, C. labratum, C. catinatum, Cylicocyclus nassatus, C. leptostomus, Cylicostephanus minutus, C. calicatus, C. longibursatus et C. goldi, principalement des vers adultes.
Le cas anecdotique d'une pouliche Pur-sang contaminée par la rage avant d'être importée de Harare vers l'Afrique du Sud a été étudié en 2005 : elle a probablement été contaminée par une morsure de chien, la rage étant endémique au Zimbabwe.

#### Peste équine
Le pays est régulièrement touché par la peste équine, 23 cas ayant été isolés entre octobre 1972 et décembre 1981, avec 207 cas cliniques diagnostiqués et 107 chevaux déclarés comme morts de cette peste entre 1975 et 1980. Ces cas se sont déclarés aussi chez des poulains et des chevaux vaccinés. La prévalence de la peste équine est plus élevée à la fin de la saison des pluies (mars à mai),
. Les jeunes chevaux apparaissent davantage à risque d'infection et de décès que ceux âgés de plus de deux ans. Des campagnes de vaccination ciblées sur les jeunes chevaux sont menées. Le taux de mortalité chez les chevaux non-vaccinés peut atteindre 95 %. La peste équine est transmise par Culicoides imicola, qui est la principale espèce de Culicoides trouvée au Zimbabwe. Les carnivores qui dévoreraient la viande d'un cheval infecté peuvent être contaminés à leur tour.
La séroprévalence et la séro-incidence du virus de la peste équine (VPE) a été étudiée chez les populations de chevaux  de la région du Highveld. La séroprévalence médiane de l'antigène chez les chevaux étudiés était de 38 % (en 2017).

#### Virus de l'encéphalose équine
Le virus de l'encéphalose équine (en) est présent chez 63 % des chevaux de la région du Highveld étudiés en 2017, avec une séro-incidence saisonnière médiane de 10,5 % ; le virus est également transmis par les Culicoides avec une forte incidence en fin de saison des pluies.

## Dans la culture
Le cheval est cité dans certains contes populaires zimbabwéens, notamment dans le rôle de la monture du prince.
En 2022, l'autrice zimbabwéenne NoViolet Bulawayo publie Glory, un roman animalier critique inspiré par La Ferme des animaux de George Orwell et le Coup d'État de 2017 au Zimbabwe, dans lequel le président du pays Robert Mugabe est incarné par un vieux cheval nommé Old Horse ; dans ce roman, les chevaux sont les dirigeants du pays,.